# Zé do Cavaquinho
Zé do Cavaquinho ou José Rodrigues de Moura (Viçosa, 10 de dezembro de 1911 — Viçosa, 10 de abril de 1981) foi um músico brasileiro.
José Rodrigues de Moura, o Zé do Cavaquinho, nasceu no dia 10 de dezembro de 1911. Era um “ser ecológico”, segundo seu grande amigo Teotônio Vilela: dependia do ambiente para viver, e seu ambiente era Viçosa.
Do bar Trovador Berrante, na Praça Apolinário Rebelo, ele fez o ponto de encontro dos intelectuais, escritores, músicos, contadores de histórias e boêmios em geral que viveram na Viçosa nos anos 60 e 70. Do seu cavaquinho saíram composições que encantaram até Waldir Azevedo, o criador do chorinho “Brasileirinho”.
Atualmente há uma escultura na praça em sua homenagem.
Morreu em sua cidade natal em 10 de abril de 1981.